# Cincu
Cincu (en allemand: Grossschenk, en hongrois: Nagysink) est une commune du județ de Brașov, dans la région historique de Transylvanie. Elle est composée des deux villages suivants:
- Cincu, siège de la commune
- Toarcla (Tarteln/Prázsmár)

## Base militaire de Cincu
Le village a une base militaire d'entraînement utilisée par l'OTAN. Dans le cadre du renforcement de la présence de l'OTAN aux frontières orientales de l'Europe à la suite de la guerre déclenchée en Ukraine en 2022, la France, « nation-cadre » de l'OTAN pour la Roumanie, y implante sa principale base dans ce pays, qui accueillera aussi des militaires belges et luxembourgeois. D'importants travaux, menés par le Service d'Infrastructure de la Défense (SID) , sont réalisés à l'automne 2022 pour aménager la base et permettre l'accueil d'environ 2000 soldats, dont 750 Français, et l'installation des équipements militaires, dans le cadre de la mission AIGLE qui est composée d’un Battle Group Forward Presence (BGFP), d’un détachement MAMBA, d’un détachement du génie et d’un Élément de soutien national (ESN).

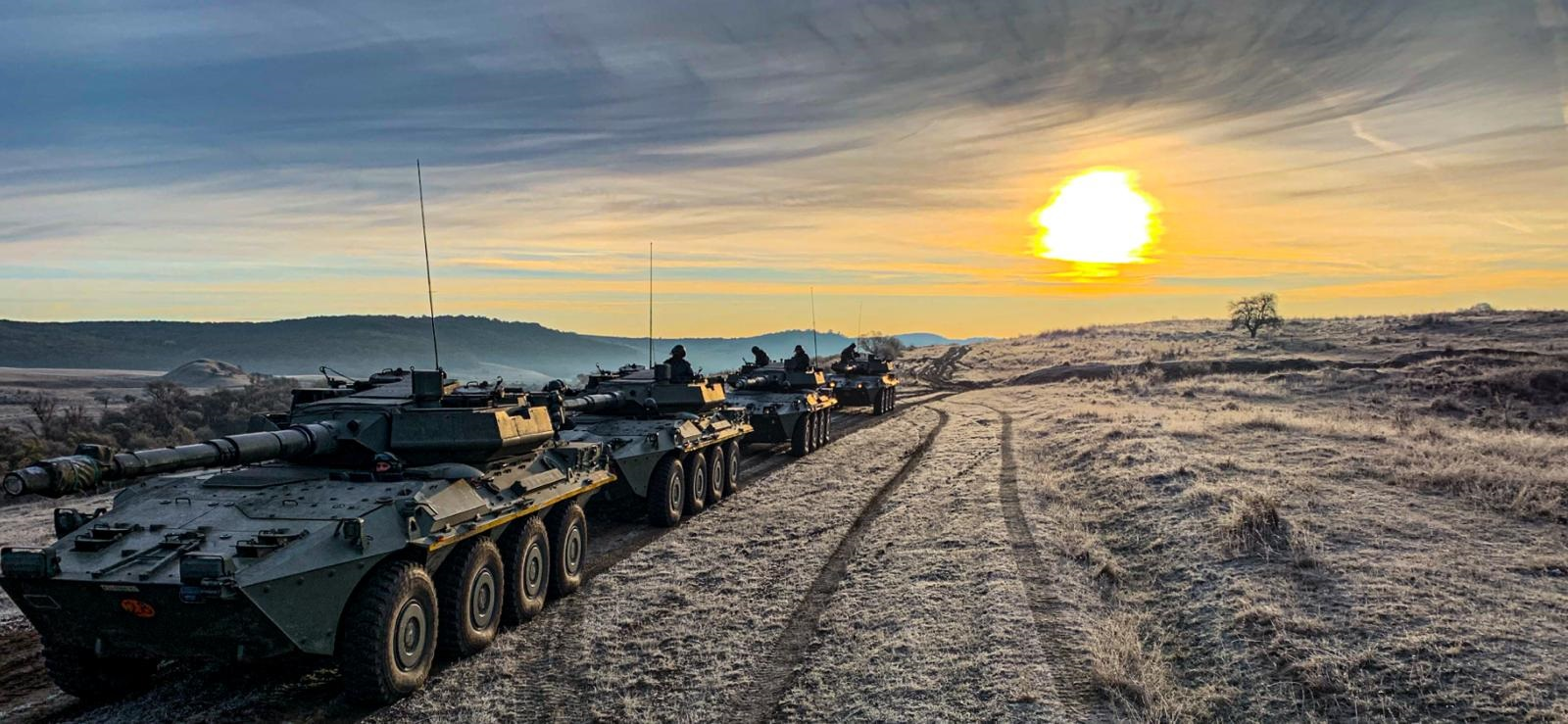
Le régiment "Nizza Cavalleria" italien à l'entrainement.
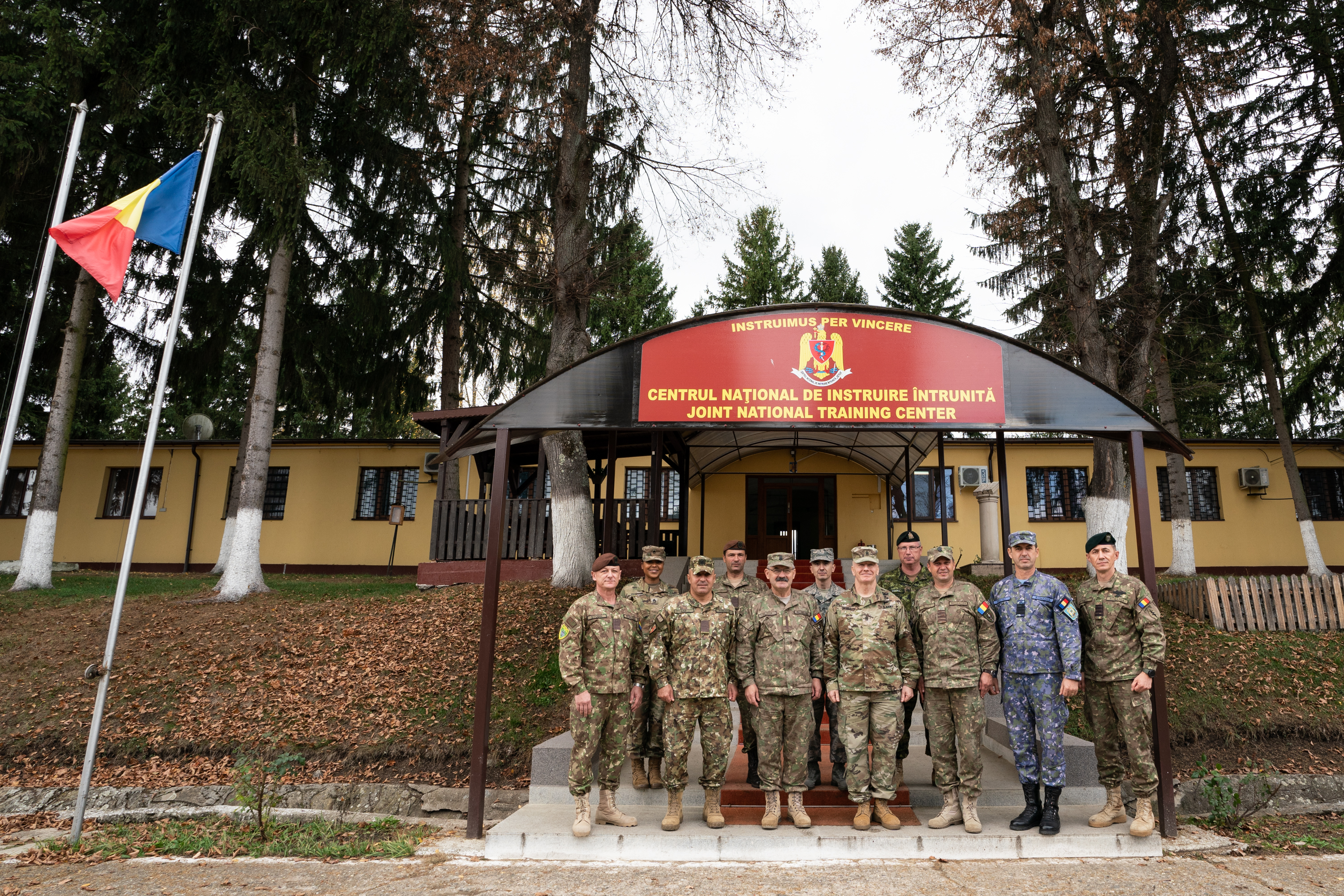
Centre Getica.

## Monuments et lieux touristiques
- Église évangélique fortifiée de Cincu (construite aux XIIIe et XIXe siècles), monument historique[4].
- Église évangélique fortifiée de Toarcla (construite aux XIIIe et XVIIe siècles), monument historique[5].
- École latine de Cincu (construite au XVIIIe siècle), monument historique.
- École roumain de Cincu (construite au XVIIIe siècle), monument historique.

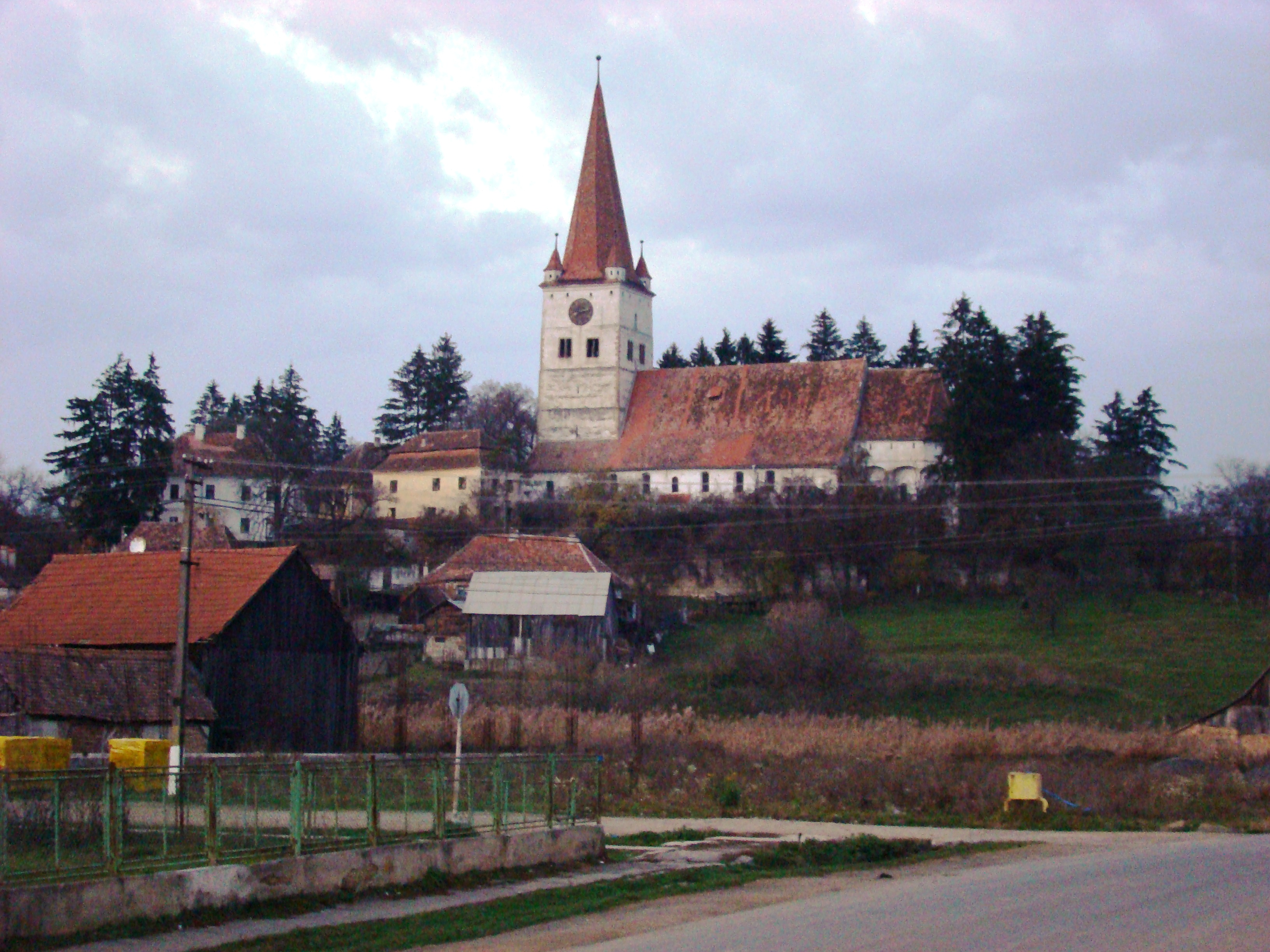
Église de Cincu
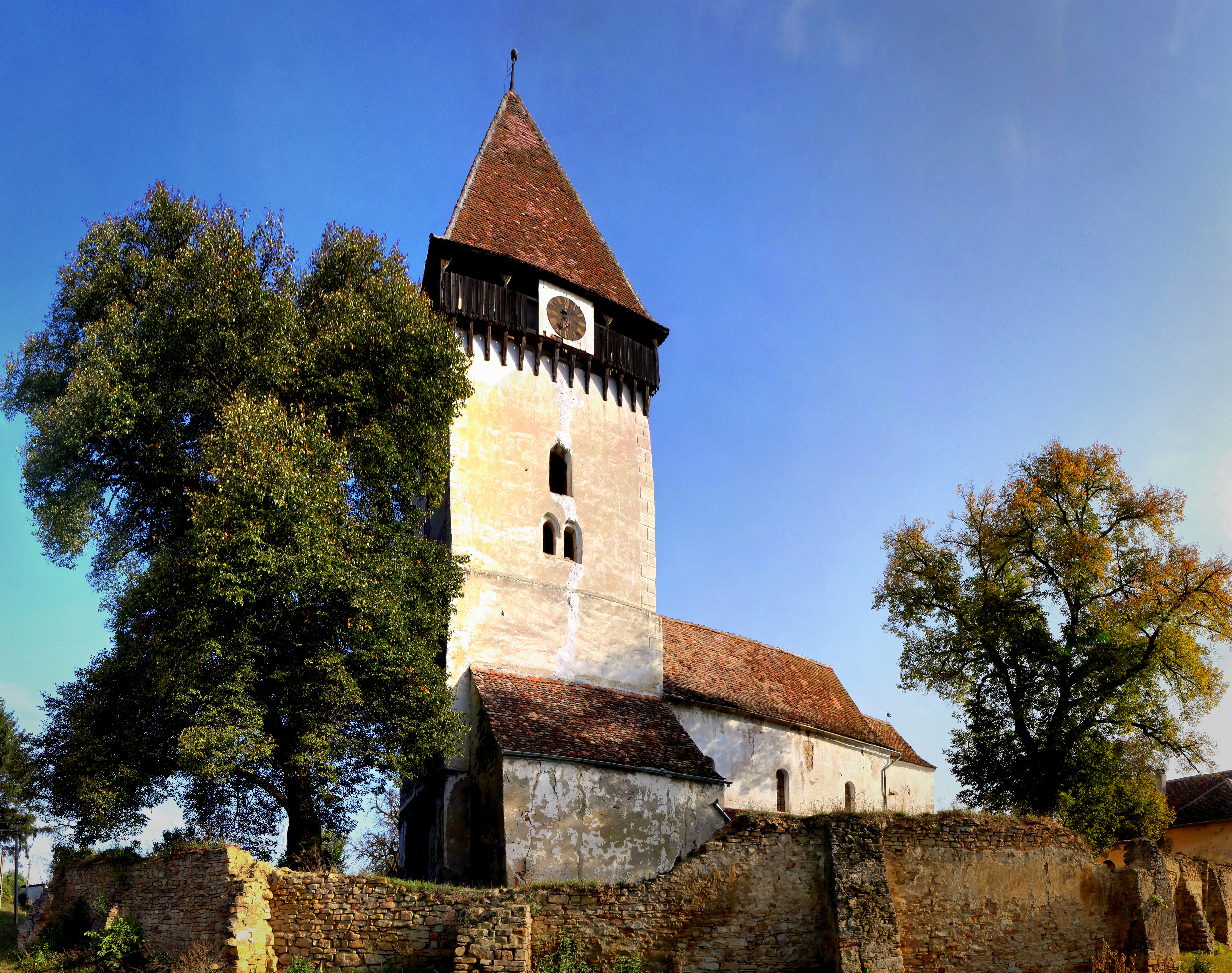
Église de Toarcia

## Personnalité liée à la commune
- Pauline Schullerus (1858-1929) ethnologue, botaniste et écrivaine, née à Cincu.